# Ulrich Maly
Ulrich Maly (Nuremberga, 8 de agosto de 1960) é um economista e político alemão. Ele foi prefeito de Nuremberga de 1 de maio de 2002 a 30 de abril de 2020. Foi eleito como candidato do SPD – Partido Social-Democrata da Alemanha.